# Az átok (film, 1999)
Az átok (eredeti cím: The Haunting) 1999-ben bemutatott horrorfilm, az 1963-as A ház hideg szíve remake-je. A film Shirley Jackson a Hill House szelleme című regénye alapján készült.

## Történet
Amikor az érzékeny Eleanor beteg édesanyja meghal, egy rejtélyes telefonhívást kap, ami egy hirdetésre hívja fel a figyelmét, amelyben dr. David Marrow álmatlansági tanulmányához keresnek alanyokat. A helyszín egy elhagyatott kastély a Hill House, Berkshires-ben Massachusetts nyugati részén. Megérkezésekor rögtön találkozik a ház gondnokaival Mr. és Mrs Dudley-val, akik nem maradnak sötétedés után a kastélyban. Nem sokkal ezután a kísérlet többi résztvevője a nagyvilági Theo, és a 'tapasztalt rossz alvó' Luke Sanderson is megérkezik, majd Dr. Marrow is betoppan.
Dr. Marrow igazi célja nem álmatlanság tanulmányozása, hanem az emberi félelem természetének pszichológiai meghatározása. Minden éjszaka, a gondnokok láncra zárják a kaput, és minden reggel újra kinyitják. A házban nincs telefon és a legközelebbi város is több mérföldnyire van, elszigeteltsége miatt ideális hely.
Az első estén Dr. Marrow elmeséli a kastély történetét. A házat Hugh Crain textil mágnás építette az ipari forradalom idején, remélve hogy majd gyermekeinek zsivaja tölti be a házat. De gyermekei szülés közben meghaltak, ezért felesége öngyilkos lett, mielőtt a ház elkészült volna, és ettől kezdve Crain remeteként élt a házban. Miközben dr. Marrow ezt a történetet meséli, asszisztense Mary egy hárfán játszik, aminek elpattan az egyik húrja és a szemébe csapódik, majd ezek után elhagyja a házat.
Az első éjszaka Theo és Nell furcsa jelenségeket tapasztal a házban: furcsa zajokat, és megmagyarázhatatlan hőmérséklet változásokat. Mind a négyen az egyik festményen a „Welcome home, Eleanor!” feliratot látják. Eleanor nyomozni kezd, és kideríti, hogy Crain elrabolt rabszolga gyerekekkel építtette a házat, majd miután már nem tudta hasznukat venni, megölte őket. Azután elégette a testüket, és a bizonyítékokat a kandallóba rejtette. Azt is kideríti, hogy Crain-nek volt egy második felesége Carolyn, aki az ő üknagymamája.
Amikor kiderül, hogy nincs szó semmiféle álmatlansági kísérletről, Theo és Luke azt javasolja Dr. Marrow-nak, hogy minél előbb menjenek el innen, mert Nell ideg összeroppanást fog kapni a háztól. A félelmetes események tovább folytatódnak: a szökőkútban a szobor életre kel és megpróbálja vízbe fojtani Dr. Marrow-t. Nell-t a saját szobájában csapdába ejti a dühös Hugh Crain szelleme. Miután kiszabadítják Nell-t, úgy döntenek, hogy elhagyják a házat. Nell megkérdezi, Dr. Marrow-tól, hogy miért hívta fel a hirdetéssel kapcsolatban, Dr. Marrow nem tud semmiféle telefonhívásról, és azt állítja, hogy akkor beszélt először vele, amikor a házba lépett. Luke az autó segítségével megpróbál kitörni a kapun, de az nem indul és a benzin is szivárog belőle, majd lezáródik. Theo és Dr. Marrow kiszabadítják Luke-ot. Nell visszamegy a házba, mert tudja, hogy nem hagyhatja egyedül a gyerekeket, Dr. Marrow, Luke és Theo, Nell keresésére indul, miután megtalálják, kiderül, hogy neki kell segítenie kiszabadítani a gyerekeket. A többiek menekülni próbálnak, de a házat ólomzár veszi körül. Megpróbálják betörni az ablakokat, hogy kijussanak, de Crain szelleme megakadályozza őket, eközben Dr. Marrow kezét megvágják az üvegdarabok. Míg Nell és Theo ellátja Dr. Marrow sebeit, addig Luke tönkreteszi Hugh Crain portréját, ezért Luke-ot lefejezi a kandalló oroszlánja.
Nell egy hatalmas vas ajtón ezt a feliratot olvassa: „Mindenki aki ezen ajtó előtt áll örökre megítéltetik”. Az ajtó elé csalják Craint, majd Nell ráolvas, de közben Crain megöli őt. Craint a pokolba hurcolják, Nell szelleme felemelkedik az égbe az gyermekek felszabadult lelkei közé. Már éppen hajnalodik, Theo és Dr. Marrow alig várja, hogy Dudley-ék megérkezzenek jöjjenek és kinyissák a kaput.

## Szereplők
| Szerep               | Színész              | Magyar hangja (1. szinkron) |
| -------------------- | -------------------- | --------------------------- |
| Dr. David Marrow     | Liam Neeson          | Szakácsi Sándor             |
| Eleanor „Nell” Vance | Lili Taylor          | Antal Olga                  |
| Theo                 | Catherine Zeta-Jones | Kisfalvi Krisztina          |
| Luke Sanderson       | Owen Wilson          | Dévai Balázs                |
| Mr. Dudley           | Bruce Dern           | Cs. Németh Lajos            |
| Mrs. Dudley          | Marian Saldes        | Gyimesi Pálma               |
| Jane                 | Virginia Madsen      | Árkosi Kati                 |
| Mary Lambetta        | Alix Koromzay        | Solecki Janka               |
| Dr. Malcolm Keogh    | Michael Cavanaugh    | Izsóf Vilmos                |
| Lou                  | Tom Irwin            | Megyeri János               |
| Hugh Crain           | Charles Gunning      | ?                           |
| Todd Hackett         | Todd Field           | ?                           |
| Ritchie              | Saul Priever         | ?                           |
| Nagydarab férfi      | M.C. Gainey          | Faragó András               |
| Carolyn Crain        | Hadley Eure          | ?                           |
| Renée Crain          | Kadina de Elejalde   | ?                           |

## Különbségek

### A regényhez képest
- Luke Sanderson nem éli túl a Hill House-i kalandot az 1999-es filmben.
- A regényben Dr. Marrow-t, Dr. Montague-nak hívják

### Az 1963-as filmhez képest
- Az 1963-as változatban Hugh Crain-nek van egy Abigail nevű lánya, akit nagyon elszomorított édesanyja halála. Az új változatban pedig, Crain-nek soha nem volt saját gyermeke.
- Új szereplők lépnek be az új változatban, mint például a Mary Lambetta, az első áldozat.

## Érdekességek
- A csikorgásokat és a sóhajokat, amik az egész házban hallatszódnak előre rögzítették, annak érdekében, hogy a szereplők sokkal természetesebben mutassák ki félelmüket.
- A filmben látható kastély Granthamben, Angliában található, a Evansville Egyetem (Indiana) tulajdona. Diákok használják, akik külföldön folytatnak tanulmányokat.
- A film a The Haunting (1963) című film remake-je, mely a The Haunting a Hill House című regény alapján készült.
- Liam Neeson nem fél a magasságtól, így a nem érzett félelmet, amikor a függő lépcsőn lógott, miközben megpróbálja megmenteni Nellt.
- A Hill House néhány külső, valamint pár belső jelenetet Harlaxton Manorban, Angliában forgattak.
- Ebben a filmben Owen Wilson egy Luke nevű karaktert játszik, a való életben bátyját (Luke Wilson) is így hívják.

## Díjak, jelölések
| Év   | Díj                              | Kategória                             | Jelölt                           | Eredmény |
| ---- | -------------------------------- | ------------------------------------- | -------------------------------- | -------- |
| 2000 | BMI Film & TV Awards             |                                       | Jerry Goldsmith                  | Elnyerte |
| 2000 | Blockbuster Entertainment Awards | Kedvenc színész – Horror              | Liam Neeson                      | Jelölve  |
| 2000 | Blockbuster Entertainment Awards | Kedvenc színésznő – Horror            | Catherine Zeta-Jones             | Jelölve  |
| 2000 | Blockbuster Entertainment Awards | Kedvenc férfi mellékszereplő – Horror | Owen Wilson                      | Jelölve  |
| 2000 | Blockbuster Entertainment Awards | Kedvenc női mellékszereplő – Horror   | Lili Taylor                      | Jelölve  |
| 2000 | Razzie Awards                    | Legrosszabb színésznő                 | Catherine Zeta-Jones             | Jelölve  |
| 2000 | Razzie Awards                    | Legrosszabb rendező                   | Jan de Bont                      | Jelölve  |
| 2000 | Razzie Awards                    | Legrosszabb kép                       | Dreamworks SKG                   | Jelölve  |
| 2000 | Razzie Awards                    | Legrosszabb filmes páros              | Lili Taylor Catherine Zeta-Jones | Jelölve  |
| 2000 | Razzie Awards                    | Legrosszabb forgatókönyv              | David Self                       | Jelölve  |
| 1999 | Bogey Awards                     |                                       |                                  | Elnyerte |

## Fordítás
- Ez a szócikk részben vagy egészben  a   The Haunting (1999 film) című angol Wikipédia-szócikk fordításán alapul.  Az eredeti cikk szerkesztőit annak laptörténete sorolja fel. Ez a jelzés csupán a megfogalmazás eredetét és a szerzői jogokat jelzi, nem szolgál a cikkben szereplő információk forrásmegjelöléseként.